# Hendrik van Brunswijk-Dannenberg

Graafschap Dannenberg rond 1250 (rood)

Hendrik van Brunswijk-Dannenberg (4 juni 1533 - Dannenberg, 19 januari 1598) was van 1559 tot 1569 samen met zijn broer Willem hertog van Brunswijk-Lüneburg en van 1569 tot aan zijn dood hertog van Brunswijk-Dannenberg. Hij behoorde tot het huis Welfen.

## Levensloop
Hendrik was de derde zoon van hertog Ernst I van Brunswijk-Lüneburg en diens echtgenote Sophia, dochter van hertog Hendrik V van Mecklenburg.
Na de dood van zijn oudste broer Frans Otto erfde Hendrik in 1559 samen met zijn jongere broer Willem het hertogdom Brunswijk-Lüneburg. Na tien jaar gezamenlijk bewind, beslisten de broers in 1569 om hun domeinen onderling te verdelen. Hierbij kreeg Hendrik het hertogdom Brunswijk-Dannenberg en op deze manier werd hij de stichter van het Nieuwere Huis Brunswijk binnen het huis Welfen. 
In januari 1598 stierf Hendrik op 64-jarige leeftijd.

## Huwelijk en nakomelingen
In 1569 huwde Hendrik met Ursula (1545-1620), dochter van hertog Frans I van Saksen-Lauenburg. Ze kregen zeven kinderen:
- Julius Ernst (1571-1636), hertog van Brunswijk-Dannenberg
- Frans (1572-1601), proost van de Kathedraal van Straatsburg.
- Anna Sophia (1573-1574)
- Hendrik (1574-1575)
- Sybilla Elisabeth (1576-1630), huwde met graaf Anton II van Delmenhorst
- Sidonia (1577-1645)
- August (1579-1666), hertog van Brunswijk-Wolfenbüttel

## Voorouders
| Voorouders van Hendrik van Brunswijk-Dannenberg | Voorouders van Hendrik van Brunswijk-Dannenberg                                     | Voorouders van Hendrik van Brunswijk-Dannenberg                                     | Voorouders van Hendrik van Brunswijk-Dannenberg                                  | Voorouders van Hendrik van Brunswijk-Dannenberg                                  | Voorouders van Hendrik van Brunswijk-Dannenberg                                 | Voorouders van Hendrik van Brunswijk-Dannenberg                                 | Voorouders van Hendrik van Brunswijk-Dannenberg                                 | Voorouders van Hendrik van Brunswijk-Dannenberg                                 |
| ----------------------------------------------- | ----------------------------------------------------------------------------------- | ----------------------------------------------------------------------------------- | -------------------------------------------------------------------------------- | -------------------------------------------------------------------------------- | ------------------------------------------------------------------------------- | ------------------------------------------------------------------------------- | ------------------------------------------------------------------------------- | ------------------------------------------------------------------------------- |
| Overgrootouders                                 | Otto II van Brunswijk-Lüneburg (1439-1471) ∞ Anna van Nassau-Dillenburg (1441-1513) | Otto II van Brunswijk-Lüneburg (1439-1471) ∞ Anna van Nassau-Dillenburg (1441-1513) | Ernst van Saksen (1431–1468) ∞ Elisabeth van Beieren (1443-1484)                 | Ernst van Saksen (1431–1468) ∞ Elisabeth van Beieren (1443-1484)                 | Magnus II van Mecklenburg (1441-1503) ∞ Sophia van Pommeren (1460-1504)         | Magnus II van Mecklenburg (1441-1503) ∞ Sophia van Pommeren (1460-1504)         | Johann Cicero van Brandenburg (1455–1499) ∞ Margaretha van Saksen (1449-1501)   | Johann Cicero van Brandenburg (1455–1499) ∞ Margaretha van Saksen (1449-1501)   |
| Grootouders                                     | Hendrik I van Brunswijk-Lüneburg (1468-1532) ∞ Margaretha van Saksen (1469-1528)    | Hendrik I van Brunswijk-Lüneburg (1468-1532) ∞ Margaretha van Saksen (1469-1528)    | Hendrik I van Brunswijk-Lüneburg (1468-1532) ∞ Margaretha van Saksen (1469-1528) | Hendrik I van Brunswijk-Lüneburg (1468-1532) ∞ Margaretha van Saksen (1469-1528) | Hendrik V van Mecklenburg (1479-1552) ∞ Ursula van Brandenburg (1488-1510)      | Hendrik V van Mecklenburg (1479-1552) ∞ Ursula van Brandenburg (1488-1510)      | Hendrik V van Mecklenburg (1479-1552) ∞ Ursula van Brandenburg (1488-1510)      | Hendrik V van Mecklenburg (1479-1552) ∞ Ursula van Brandenburg (1488-1510)      |
| Ouders                                          | Ernst I van Brunswijk-Lüneburg (1497-1546) ∞ Sophia van Mecklenburg (1508-1541)     | Ernst I van Brunswijk-Lüneburg (1497-1546) ∞ Sophia van Mecklenburg (1508-1541)     | Ernst I van Brunswijk-Lüneburg (1497-1546) ∞ Sophia van Mecklenburg (1508-1541)  | Ernst I van Brunswijk-Lüneburg (1497-1546) ∞ Sophia van Mecklenburg (1508-1541)  | Ernst I van Brunswijk-Lüneburg (1497-1546) ∞ Sophia van Mecklenburg (1508-1541) | Ernst I van Brunswijk-Lüneburg (1497-1546) ∞ Sophia van Mecklenburg (1508-1541) | Ernst I van Brunswijk-Lüneburg (1497-1546) ∞ Sophia van Mecklenburg (1508-1541) | Ernst I van Brunswijk-Lüneburg (1497-1546) ∞ Sophia van Mecklenburg (1508-1541) |
| Hendrik van Brunswijk-Dannenberg (1533-1598)    |                                                                                     |                                                                                     |                                                                                  |                                                                                  |                                                                                 |                                                                                 |                                                                                 |                                                                                 |